# Räkneramsa
En räkneramsa eller ett palerim är en ramsa som används av barn för att ”räkna ut” någon eller utse någon till en uppgift i en lek (även kallat pala). Många ramsor är mycket gamla, medan andra är av senare datum.